# دومينيك ميشيل
دومينيك ميشيل هي ممثلة كندية، ولدت في 24 سبتمبر 1932 في كندا.

## أعمال

### أفلام
- (2003) الغزوات البربرية[4]

## وصلات خارجية
- دومينيك ميشيل على موقع IMDb (الإنجليزية)
- دومينيك ميشيل على موقع ألو سيني (الفرنسية)
- دومينيك ميشيل على موقع ميوزك برينز (الإنجليزية)
- دومينيك ميشيل على موقع أول موفي (الإنجليزية)
- دومينيك ميشيل على موقع قاعدة بيانات الأفلام السويدية (السويدية)
- دومينيك ميشيل على موقع ديسكوغز (الإنجليزية)
- دومينيك ميشيل على موقع قاعدة بيانات الفيلم (الإنجليزية)
- دومينيك ميشيل على موقع كينوبويسك (الروسية)